# 万能青年旅店
万能青年旅店，是中国河北石家庄的一支独立摇滚乐队，主要由董亚千、史立、姬赓和冯江等多名成员组成，其成员流动性较大。乐队成立时叫做The Nico，在2002年时更改为现名称。2010年出版首张同名专辑《万能青年旅店》。时隔十年后，在2020年出版第二张专辑《冀西南林路行》。

## 音乐作品

### 专辑
| 发行日期       | 名称         |
| -------------- | ------------ |
| 2010年11月12日 | 万能青年旅店 |
| 2020年12月22日 | 冀西南林路行 |

### EP或单曲
| 发行日期      | 名称                             | 说明                                                                                         |
| ------------- | -------------------------------- | -------------------------------------------------------------------------------------------- |
| 2006年3月14日 | 废人们 都在忙什么？(Acoustic EP) | 收录了《不万能的喜剧》的不插电Demo（有四个名称：不再万能的喜剧、不万能的喜剧、喜剧、comedy） |
| 2007年4月5日  | 不万能的喜剧                     | 收录在“口袋音乐”出版的唱片《口袋音乐诚意推荐01》中                                           |
| 2013年2月4日  | 烏雲典當記                       | 智利政治電影《智利說不》中文主題曲                                                           |
| 2016年5月4日  | 张洲                             | 音乐人小河发起的『音乐肖像』项目首期《音乐肖像 2015》十二首歌的其中一首                      |

## 历史
- 1996年，The Nico在石家庄成立。
- 2002年，The Nico乐队改名为万能青年旅店。
- 2006年，乐队通过网络独立发布不插电单曲《不万能的喜剧》。
- 2010年11月12日，乐队独立发行首张同名专辑《万能青年旅店》[2]。
- 2013年，乐队发布单曲《乌云典当记》，只在台湾发行唱片，作为智利政治電影《智利說不》中文主題曲。
- 2016年，乐队发布单曲《张洲》，作为音乐人小河发起的『音乐肖像』项目首期《音乐肖像 2015》十二首歌的其中一首。
- 2020年12月22日，樂隊發行第二張錄音室專輯《冀西南林路行》。专辑线上发售21分钟后即突破五万张销量[3]。
- 2021年9月，成员姬赓入选石家庄市政府特殊津贴专家[4]。

## 演出经历

### 2007年
- 6月28日，在北京MAO LIVEHOUSE与蜗牛、小河共同演出
- 10月，在北京海淀公园参加摩登天空音乐节的演出

### 2008年
- 6月7日，在北京D22 CLUB演出
- 6月29日，在北京MAOLIVEHOUSE演出

### 2010年
- 12月，先后在秦皇岛、北京和石家庄演出

### 2011年
- 4月30日至5月2日，参加北京草莓音乐节
- 6月11日至12日，参加西湖音乐节
- 7月8日至7月9日，参加西安遗址公园音乐节
- 7月29日至31日，参加张北草原音乐节
- 9月17日，参加北京黑兔音乐节
- 9月18日，参加上海黑兔音乐节
- 9月23日至25日，参加合肥玩石音乐节
- 10月1日，参加广州创意生活节美丽荒岛舞台
- 10月2日至5日，参加长江草莓音乐节
- 10月15日至23日，参加上海爵士音乐节
- 10月29日至30日，参加武汉草莓音乐节
- 11月17日，参加北京Noisey专场

### 2012年
- 3月9日，参加台北The Wall“万能青年旅店+白目乐队”专场
- 3月10日，参加台湾高雄大港开唱（Mega Port Festival）
- 7月6日，北京愚公移山与台湾后摇甜梅号联合巡演第一站
- 7月7日，上海MAO LIVEHOUSE与台湾后摇甜梅号联合巡演第二站
- 7月8日，武汉VOX与台湾后摇甜梅号联合巡演第三站
- 7月9日，广州Tu凸空间与台湾后摇甜梅号联合巡演第四站

### 2013年
- 5月1日，参加北京草莓音乐节
- 6月10日，参加武汉草莓音乐节
- 6月11日，参加西安城市森林音乐节

### 2014年
- 6月1日，参加成都草莓音乐节
- 9月13日，参加长沙橘洲音乐节

### 2015年
- 2015年10月18日，参加台北圓山搖滾辦桌
- 2015年10月20日，台東鐵花村巡演
- 2015年10月21日，高雄Live Warehouse巡演
- 2015年10月23日，台中方舟巡演
- 2015年10月24日，台北Legacy巡演

### 2018年
- 2018年1月13日，參加石家莊守望者丁酉年封箱
- 2018年6月30日，參加嘉義Wake up覺醒音樂祭
- 2018年9月23日，參加成都仙人掌音樂節
- 2018年12月9日，參加深圳草莓音樂節

### 2019年
- 2019年3月31日，參加武漢草莓音樂節
- 2019年4月26日，參加上海草莓音樂節
- 2019年4月28日，參加上海草莓音樂節
- 2019年5月18日，參加西安草莓音樂節
- 2019年6月16日，參加潍坊草莓音樂節
- 2019年6月22日，參加長沙草莓音樂節

### 2020年
- 2020年5月29日，造访[万能青年旅店]线上专场演出，于其录音棚“郊眠寺”进行
- 2020年6月13日，参加京东草莓音乐节（线上）
- 2020年10月3日，参加成都草莓音乐节
- 2020年10月5日，参加北京草莓音乐节

### 2021年
- 2021年4月3日，参加南京青空音乐节
- 2021年10月17日，参加山西草莓音乐节

### 2023年
- 2023年4月14-16日，于石家庄河北艺术中心举行《冀西南林路行》特别专场
- 2023年6月10日，于上海梅奔中心举办《冀西南林路行》专场演出[5]
- 2023年11月26日-27日，参加纽约市“有朋自东方来 Friends from the East“音乐节[6]
- 2023年12月2日，参加香港Clockenflap音乐及艺术节

### 2024年
- 2024年1月20日，参加霓虹綠洲音樂祭
- 2024年3月6日，香港Star Hall巡演
- 2024年3月8日，馬來西亞Zepp KL巡演
- 2024年3月11日，新加坡The Theatre巡演
- 2024年3月14日，台中Legacy巡演
- 2024年3月16日，高雄Live Warehouse巡演
- 2024年3月18日至19日，新北Zepp巡演
- 2024年4月6日，参加福州草莓音乐节
- 2024年4月13日，参加昆明五百里音乐节
- 2024年12月31日，参加bilibili跨年晚会[7]

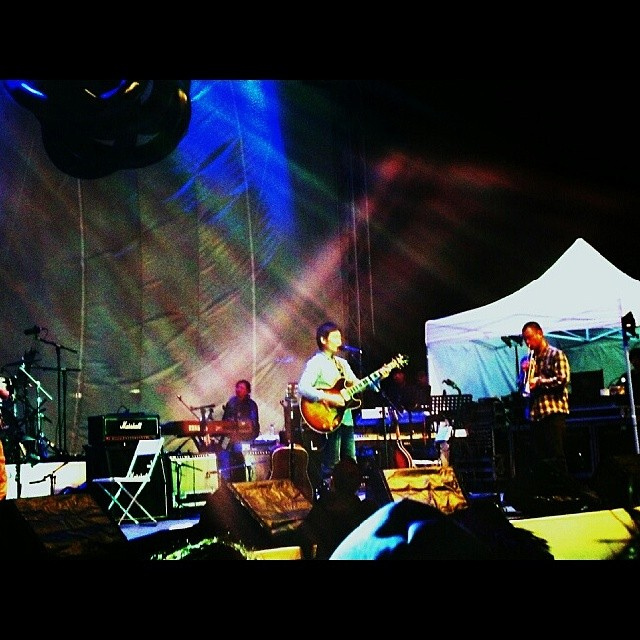
万能青年旅店在香港演出（2013年） 中间弹吉他者为董亚千，右侧吹小号者为史立